# Ärztehaus Mehrower Allee

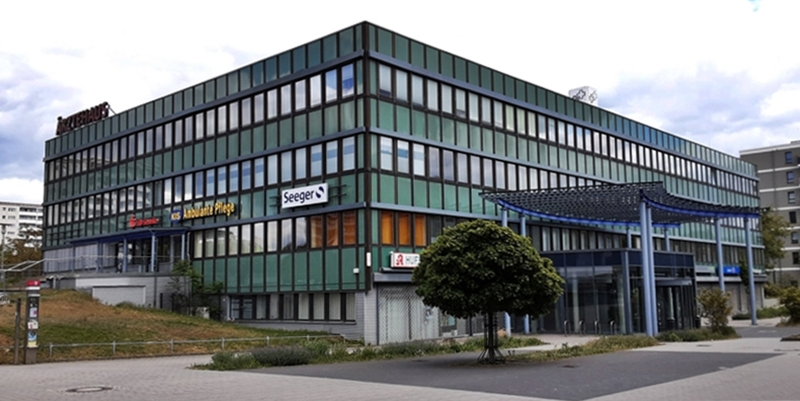
Ärztehaus Mehrower Allee 22

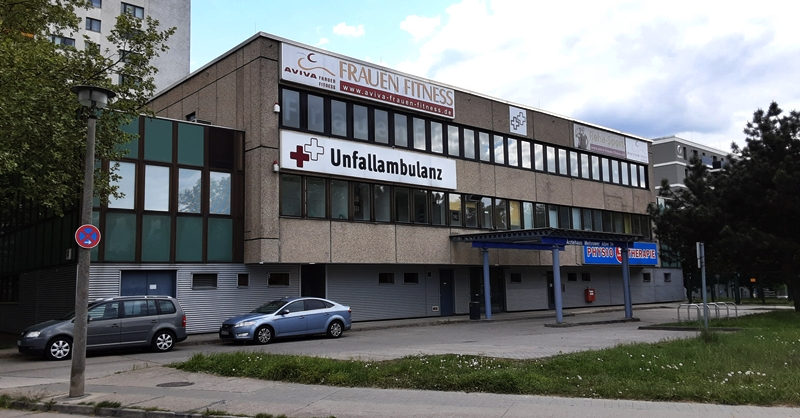
Ärztehaus Mehrower Allee 34

Das Ärztehaus Mehrower Allee waren zwei ehemalige Polikliniken aus DDR-Zeiten und sind heute zwei Ärztehäuser in der Otto-Winzer-Straße (heute: Mehrower Allee 22 und 34) im Ortsteil Marzahn des Berliner Bezirks Marzahn-Hellersdorf.

## Geschichte
Der Aufwand für den Bau der zwei Gebäude sollte durchschnittlich 296 Arbeitstage betragen. Wegen mehrjähriger Bauverzögerung erfolgte die Eröffnung der Polikliniken am 15. Juli 1985, die Übergabe der zweiten kommunalen Poliklinik Christoph Wilhelm Hufeland im Bezirk Marzahn in Ost-Berlin. Im Jahr 2002 übernahm die RENTAmed die zwei Polikliniken und begann mit den Modernisierungs- und Instandsetzungsmaßnahmen bei laufendem Betrieb. Die Arbeiten am Gebäude Mehrower Allee 34 wurden im Jahr 2010 abgeschlossen. Im Jahr 2016 hat die RENTAmed das Ärztehaus an die Medicum verkauft.

## Beschreibung
Die zwei Gebäuden sind über einen Parkplatz miteinander verbunden. Das Gebäude Nummer 22 besteht aus drei Etagen, besitzt ein ausgebautes Kellergeschoss und das Gebäude Nummer 34 hat zwei Etagen.